# FC 샤흐테르 카라간디
FC 샤흐테르(카자흐어: Шахтёр Футбол Клубы)는 카자흐스탄의 축구 클럽으로 현재 카자흐스탄 프리미어리그에서 활동하고 있다. 샤흐테르는 1962년에 카자흐스탄 중앙에 위치한 카라간디를 연고지로 하여 창단되었다. 카자흐스탄 독립 이전에는 소비에트 연방에서 리그에 참가하였다. 독립 이후의 최고 성적은 1995시즌과 2007시즌의 3위이다.
2008년 9월 19일, 샤흐테르와 보스토크는 승부조작으로 카자흐스탄 프리미어리그에서 퇴출되었고, 감독과 코치진은 60개월간 자격 중지를 받았다. 2008년 10월 2일, 카자흐스탄 축구 협회는 결정을 재고하여, 샤흐테르는 승점 9점 차감되고, 보스토크는 강등되었다. 보스토크의 남은 경기는 모두 0-3으로 처리되었다.

## 역대 우승 기록
- 소비에트 1부 리그

우승 (1): 1962 (소비에트 연방 2부 리그)

## 유럽 대회 결과
| 시즌    | 대회            | 라운드    | 클럽     | 1차전 | 2차전 |
| ------- | --------------- | --------- | -------- | ----- | ----- |
| 2006-07 | UEFA 인터토토컵 | 1회전     | MTZ 리포 | 1-5   | 3-1   |
| 2008-09 | UEFA컵          | 예선1회전 | 데브레첸 | 1-1   | 0-1   |

- 굵은 글씨가 홈경기

## 선수 명단

### 현역
- 아이도스 타티바예프(2010 ~ 2011, 2016 ~ 2018, 2020 ~ )
- 조르제 코직(2022 ~ 2023, 2023 ~ )
- 로저 카나스(2012 ~ 2013, 2022 ~ )